# Эрлуэн де Контвиль
Эрлуэн де Контвиль (или Эрлевен, Эрлуин; фр. Herluin de Conteville; 1001—1066) — отчим Вильгельма I Завоевателя, отец Одо и  графа Мортена Роберта — близких соратников Вильгельма.

## Биография

### Контвиль и Сент-Мер-Эглиз
Ни одна сохранившаяся хроника не проливает свет на происхождение Эрлуэна, хотя гораздо более поздние источники указывают в качестве его родителей некоего Жана де Контвиля и Арлетт де Молан. Эрлуэн был феодалом со средним уровнем доходов и владел некоторыми землями на южной стороне реки Сены. Он был виконтом Контвиля (ныне — департамент Эр) и владел Сент-Мер-Эглизом, частью графства Мортен. Там же он основал аббатство Грестен около 1050 года вместе со своим сыном Робертом.

### Брак с Герлевой
В 1030 году Эрлуэн женился на Герлеве, конкубине герцога Нормандии Роберта Дьявола и матери его бастарда Вильгельма (впоследствии — Вильгельма Завоевателя). В браке Герлева родила Эрлуэну двух сыновей и двух дочерей:
- Роберт (около 1031—1095), граф де Мортен
- Эмма (родилась около 1032 года), жена Ричарда Ле Гоза, виконта Авранша
- Одо (около 1036—1097), епископ Байё
- Мюриэль (родилась около 1038 года), жена Гийома, виконта Котантена[6].

### Брак с Фредезендой
Герлева умерла около 1050 года, и Эрлуэн вскоре женился вторично на Фредезенде, которая была объявлена покровительницей аббатства Грестеня. Монастырь был основан Эрлуэном около 1050 года: виконт надеялся на выздоровление от проказы или какого-то подобного заболевания. Эрлуэн и Фрежезенда имели двух сыновей:
- Рауль де Контвиль, который позже правил землями в Сомерсете и Девоне[9],
- Жан де Контвиль (ум. 1089) (вероятно, умер молодым).

Об обоих сыновьях мало что известно.